# SMART (kompensatorische Erziehung)
SMART (Start Making a Reader Today) ist ein Programm kompensatorischer Erziehung um Schülern zu helfen, die Probleme dabei haben, lesen und schreiben zu lernen.

## Zielgruppe
Es richtet sich an Schüler der ersten und zweiten Klassen, die aus sozial schlecht gestellten Elternhäusern kommen und von den Lehrern als schwache Leser identifiziert wurden. In vielen Fällen wurden auch Kinder zugelassen, die keine sehr schwachen, sondern nur etwas unterdurchschnittliche Leser waren, deren Eltern aber um Aufnahme ihrer Kinder in das Programm baten.

## Anwendungen
SMART wurde 1992 in Oregon entwickelt. Heute erreicht SMART circa 11.000 Schüler in 260 Grundschulen.
SMART beruht auf der Arbeit von Ehrenamtlichen, meist College-Studenten, die kostenlos für die gute Sache arbeiten. Materialien, wie zum Beispiel Bücher, werden durch Spenden finanziert. 
Die Ehrenamtlichen lesen mit den Kindern, besuchen Büchereien und helfen teilweise auch bei den Hausaufgaben. Jedem Kind werden pro Monat zwei Bücher geschenkt (das Kind darf sich aussuchen, welche das sind). Das Interesse am Lesen soll geweckt werden.

## Erfolge
SMART erweist sich als teilweise erfolgreich. Die SMART-Kinder wurden mit Kindern einer Kontrollgruppe verglichen, die aus ähnlichen sozialen Verhältnissen kamen:
- Es zeigte sich, dass die Kinder besser lasen, als Kinder aus vergleichbaren Verhältnissen, die nicht an dem Programm teilnahmen.
- Sie hatten jedoch geringere Lesekompetenzen als der Durchschnitt der Gleichaltrigen.
- Die Smart-Kinder lagen in Bezug auf ihre Lesekompetenzen auf dem 31. Perzentil, d. h. 69 % der Gleichaltrigen lasen besser, die Kinder der Kontrollgruppe lagen auf dem 19 Perzentil, d. h. 81 % der Gleichaltrigen lasen besser.[1]